# Блу, Мик
Мик Блу (англ. Mick Blue, род. 9 сентября 1976 года, Грац, Австрия) — австрийский порноактёр и режиссёр. Лауреат премий AVN Awards, XRCO Award, Venus Award и ряда других.

## Карьера
В январе 2005 г. Блу подписал со студией Zero Tolerance Entertainment эксклюзивный контракт на исполнение и режиссуру. Его режиссёрский дебют был озаглавлен Meet the Fuckers. Также он выступал режиссёром для студии Elegant Angel Productions, используя сценическое имя Grazer. В июне 2015 года Блу, Анника Элбрайт и Maestro Claudio создали лейбл BAM Visions для компании Evil Angel.

### Традиционные СМИ
Блу сыграл главную роль в австрийском документальный фильме под названием Porno Unplugged. Также сыграл диджея в австрийском фильме Chimney или Pit 2015 года.
В 2016 году был включён в список «The Dirty Dozen: Porn’s biggest stars» телеканала CNBC.

## Личная жизнь
В марте 2014 года женился на американской порноактрисе Аннике Элбрайт.
В 2015 году Блу и Элбрайт стали лауреатами AVN Awards в номинациях «лучший исполнитель» и «лучшая исполнительница года», таким образом став первой супружеской парой в истории AVN Awards, одновременно завоевавшей две награды.

## Награды
- 2007 AFWG Award — лучший европейский исполнитель[8]
- 2008 Барселонский международный фестиваль эротического кино — Лучший актёр — The Resolution[9]
- 2010 AVN Award — Лучшая групповая сексуальная сцена — 2040 (вместе с Алектрой Блу, Брэдом Армстронгом, Джейден Джеймс, Джессикой Дрейк, Кайлой Каррера, Кейлени Леи, Кирстен Прайс, Marcus London, Mikayla Mendez, Рэнди Спирсом, Рокко Ридом, T.J. Cummings и Тори Лэйн)[10]
- 2012 AVN Award — лучшая тройная сексуальная сцена (мужчина/мужчина/женщина) — Asa Akira Is Insatiable 2 (вместе с Асой Акирой и Toni Ribas)[11]
- 2012 AVN Award — лучшая сцена с двойным проникновением — Asa Akira Is Insatiable 2 (вместе с Асой Акирой и Тони Рибасом)[11]
- 2013 AVN Award — лучшая сцена с двойным проникновением — Asa Akira Is Insatiable 3 (вместе с Асой Акирой и Рамоном Номаром)[12]
- 2013 AVN Award — Лучшая групповая сексуальная сцена — Asa Akira Is Insatiable 3 (вместе с Асой Акирой, Эриком Эверхардом и Рамоном Номаром)[12]
- 2013 AVN Award — лучшая тройная сексуальная сцена (мужчина/мужчина/женщина) — Lexi (вместе с Лекси Белл и Рамоном Номаром)[12]
- 2013 XBIZ Award — лучшая сцена (Feature Movie) — Wasteland (вместе с David Perry, Лили Картер, Лили Лабо, Рамоном Номаром и Тони Рибасом)[13]
- 2014 AVN Award — лучшая сцена анального секса — Anikka (вместе с Анникой Элбрайт)[14]
- 2014 AVN Award — Лучшая групповая сексуальная сцена — The Gang Bang of Bonnie Rotten (вместе с Бонни Роттен, Jordan Ash, Karlo Karrera и Tony DeSergio)[14]
- 2014 XBIZ Award — лучшая сцена (Non-Feature Release) — The Gangbang of Bonnie Rotten (вместе с Бонни Роттен, Jordan Ash, Karlo Karrera и Tony DeSergio)[15]
- 2014 XBIZ Award — лучшая сцена (Couples-Themed Release) — Hotel No Tell (вместе с Madison Ivy)[15]
- 2015 AVN Award — лучшая сцена двойного проникновения — Anikka 2 (вместе с Анникой Элбрайт и Эриком Эверхардом)[16]
- 2015 AVN Award — Лучшая групповая сексуальная сцена — Gangbang Me (вместе с Эй Джей Эпплгейт, Эриком Эверхардом, Джеймсом Дином, Jon Jon, John Strong, Mr. Pete и Рамоном Номаром)[16]
- 2015 AVN Award — лучшая тройная сексуальная сцена (мужчина/мужчина/женщина) — Allie (вместе с Элли Хейз и Рамоном Номаром)[16]
- 2015 AVN Award — исполнитель года[16]
- 2015 AVN Award — Самая возмутительная сексуальная сцена — Gangbang Me (вместе с Адрианой Чечик, Эриком Эверхардом и Джеймсом Дином)[16]
- 2015 Venus Award — премия жюри за лучшую парную сцену (вместе с Анникой Элбрайт)[17]
- 2015 XBIZ Award — лучшая сцена (Non-Feature Release) — Gangbang Me (вместе с Адрианой Чечик, Criss Strokes, Эриком Эверхардом, Джеймсом Дином и John Strong)[18]
- 2015 XRCO Award — исполнитель года[19]
- 2016 AVN Award — лучшая сцена анального секса — Being Riley (вместе с Райли Рид)[20]
- 2016 AVN Award — Лучшая групповая сексуальная сцена — Gangbang Me 2 (вместе с Эриком Эверхардом, Джеймсом Дином, Jon Jon, John Strong и Кейшей Грей)[20]
- 2016 AVN Award — лучшая тройная сексуальная сцена (женщина/женщина/мужчина) — Anikka’s Anal Sluts (вместе с Анникой Элбрайт и Валентиной Наппи)[20]
- 2016 AVN Award — исполнитель года[20]
- 2017 включён в зал славы AVN[21]
- 2017 AVN Award — исполнитель года[22]
- 2017 XBIZ Award — лучшая сексуальная сцена — Feature Release (вместе с Анникой Элбрайт и Сарой Лав)[23]